# Bigova
Bigova (srbsky Бигова) je vesnice a přímořské letovisko v Černé Hoře, nacházející se u zálivu Trašte. Je součástí opčiny města Kotor, od něhož se nachází asi 14 km jihozápadně. V roce 2003 zde žilo celkem 114 obyvatel.
Sousedními letovisky jsou Glavatičići a Krašići.